# Omri Kende
Omri Kende (in ebraico עומרי קֶנדֵה‎?; Ramat Gan, 6 luglio 1986) è un ex calciatore israeliano, di ruolo difensore.

## Carriera

### Club
Ha giocato nella massima serie dei campionati israeliano e rumeno.

## Palmarès

### Club

#### Competizioni nazionali
- Campionato israeliano: 1

Hapoel Tel Aviv: 2009-2010
- Coppa d'Israele: 3

Hapoel Tel Aviv: 2009-2010, 2010-2011, 2011-2012